# Biotopo Palù Longa
Il Biotopo Palù Longa (in tedesco Biotop Langes Moos) è un'area naturale protetta del Trentino-Alto Adige, che occupa una superficie di 6,05 ha a cavallo tra i comuni di Anterivo (provincia di Bolzano) e Ville di Fiemme (provincia di Trento).

## Storia
Mentre la parte altoatesina è tutelata sin dal 1980, quella trentina è protetta solo dall'istituzione del Biotopo nel 1987; fino a quel momento era consentita l'estrazione della torba, attività che ha danneggiato la torbiera nel suo complesso.

## Territorio
Il sito si trova in una sella posta sullo spartiacque tra le valli di Cembra e Fiemme, circondata da boschi di pecci e larici, prati e pascoli.

## Flora
Nella Palù Longa sono censite oltre centoventi specie vegetali, raggruppate in prati umidi, cariceti, pozze, cumuli di sfagni e boschetti con sfagni. Sono documentate due specie di piante carnivore, Drosera rotundifolia e Drosera intermedia; la rara Rhynchospora alba, comune in un censimento del 1971, è scomparsa a causa dell'attività estrattiva della torba.